# Santa Isabel (wulkan)
Santa Isabel – wulkan tarczowy w Kolumbii, w paśmie Kordyliery Środkowej (Andy). Znajduje się w pobliżu miasta o tej samej nazwie.
Santa Isabel to mały andezytyczny wulkan tarczowy, który jest przyćmiony przez sąsiadów z NE (Nevado del Ruiz) i SE (Tolima). Trzy kopuły lawy zajmują wydłużony, zlodowacony region szczytowy o trendzie NS, który ma dwa główne szczyty. Lawa holocenu wypełnia doliny na SW i SE. Mała kopuła lawy holocenu została umieszczona w centrum okrągłej depresji około 10 km na południowy zachód. Nie są znane żadne historyczne erupcje.
Wulkan znajduje się na terenie Parku Narodowego Los Nevados.